# 颶風迪安
飓风迪安（英語：Hurricane Dean）是2007年大西洋飓风季最强烈的热带气旋，也是自2005年的飓风威尔玛以来最强烈的北大西洋飓风，在有纪录以来所有大西洋飓风中也可以排到第七位，还能在所有登陆过的大西洋飓风中排名第三。这股佛得角型飓风于2007年8月13日形成，从大西洋东部向西北偏西方向穿越圣卢西亚海峡进入加勒比海。系统接下来逐渐增强成大型飓风，并在8月20日从牙买加南部近海经过前不久达到萨菲尔-辛普森飓风等级下的五级飓风强度。8月21日，迪安以强劲的五级风暴强度在尤卡坦半岛登陆，穿越半岛进入坎佩切湾后虽有大幅削弱，但仍然达到飓风强度。系统接下来又有小幅增强，于8月22日在韦拉克鲁斯州实现二度登陆。之后迪安朝西北方向漂移，逐渐减弱成残留低气压，最终在美国西南部上空消散。
这场飓风产生的狂风、巨浪、暴雨和风暴潮导致十个国家共计有至少45人死亡，经济损失估计达到16.6亿美元（2007年美元，相当于2025年的24.4億美元）。最先受到其冲击的是小安的列斯群岛，迪安给途经加勒比地区的农作物造成毁灭性打击，特别是在马提尼克和牙买加。风暴在朝墨西哥逼近的过程中仍然有五级飓风强度，但幸运的是没有袭击人口稠密的地区，结果迪安登陆时虽然强度远高于途经加勒比地区岛屿的二级，但造成的破坏程度却要小得多，而且也没有导致任何人员丧生。
受影响地区的清理和重建工作花费数月时间才完成。多个国际救援组织筹集资金，与国有基金一起对道路清理、房屋重建和被毁农作物补植提供援助。受破坏最为严重的牙买加在之后超过一年的时间里也未能恢复风暴来袭前的香蕉产量。墨西哥的旅游业也是如此，花费近一年的时间重建受损的游船基础设施。
迪安是继飓风安德鲁于1992年8月24日登陆以来大西洋盆地第一个在登陆时仍然有五级强度的飓风，不过由于登陆区域地广人稀，因此其规模虽然比安德鲁大得多，但造成的破坏却远远不及。尽管如此，这场飓风仍然造成大范围且持久的破坏，世界气象组织因此将其名称予以退役，今后都不会再在大西洋风暴命名中使用。

## 气象历史
2007年8月11日，一股强烈的东风波离开西非海岸，由于外界环境有利，东风波逐渐获得发展，于8月13日在佛得角西南偏西方向约835公里洋面成为热带低气压，美国国家飓风中心将其归类为“第四号热带低气压”。低气压快速西进，于协调世界时8月14日下午15点达到热带风暴强度，美国国家飓风中心因此将其命名为“迪安”（Dean）。风暴继续增强，不过其北面存在的干冷空气延缓了结构发展。8月15日，系统中有不规则的雨带形成，到当天夜间已经形成部分风眼墙。

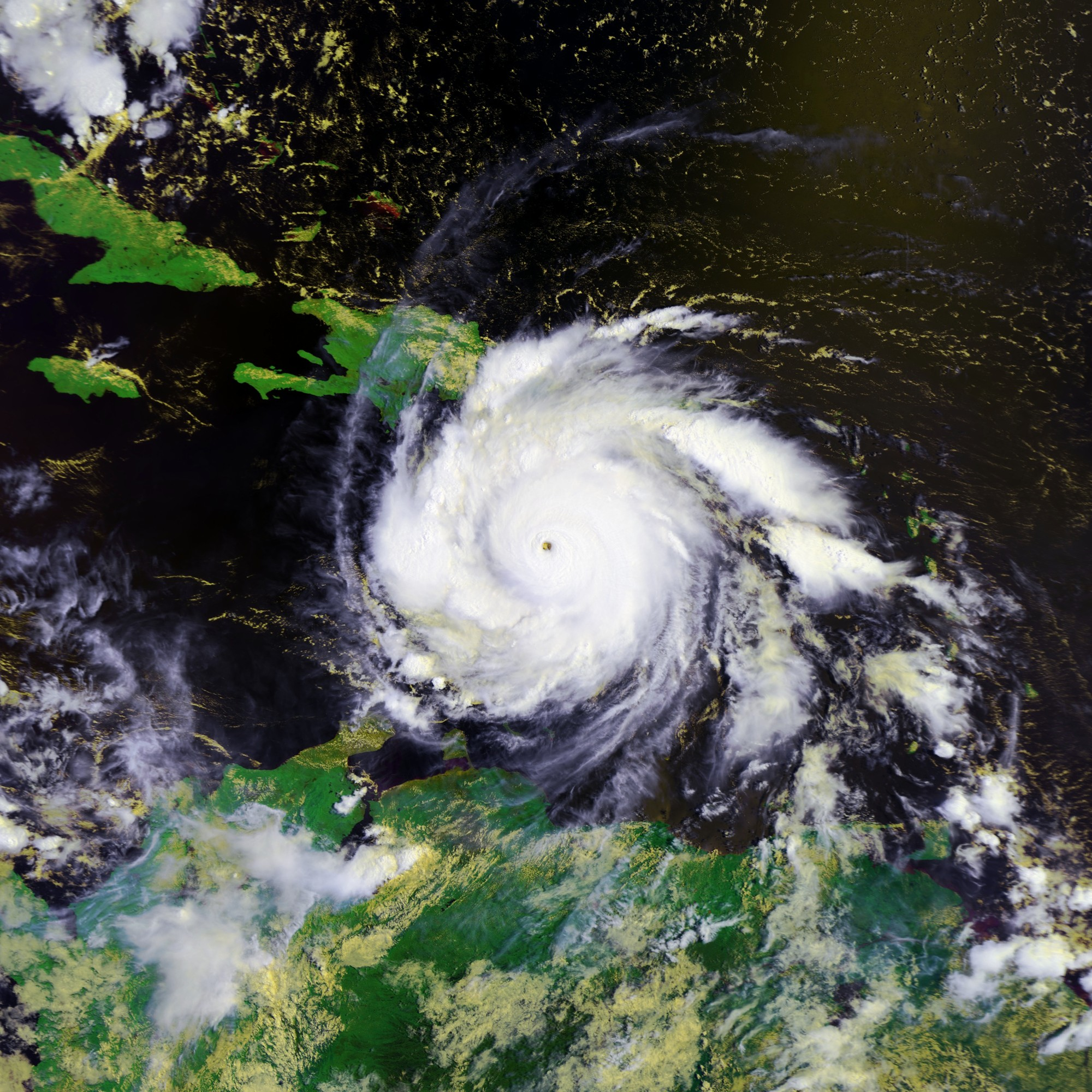
2007年8月18日，飓风迪安达到五级飓风强度时的卫星图像

风暴继续增强，美国国家飓风中心于UTC8月16日上午9点将迪安升级为飓风。北面强烈的高压脊迫使迪安继续向西面的加勒比海行进，风暴很快增强成二级飓风。接下来风暴的发展略有减缓，但8月17日途经小安的列斯群岛期间一架飓风猎人侦察机发现风眼墙已经闭合，形成清晰的风眼。侦察机测得的数据还表明迪安已经增强到三级飓风强度，成为大型飓风，系统的许多弧形气旋对流带仍然保持在小安的列斯群岛上空。8月17日晚，另一架对迪安执行侦察任务的飓风猎人发现风暴已经达到四级飓风强度，并且夜间其强度和规模都还在继续增大。8月18日，飓风发展出双层风眼墙，表明迪安正在进行眼墙置换周期，风暴因此减弱成四级飓风，强度上开始出现短期波动。当天下午，飓风的外流结构继续改善，众多的螺旋带也令其卫星图像非常清晰。气象部门在当时的实际操作中认为8月18日迪安的强度没有超过四级，但风暴过后的分析表明，飓风这天的最大持续风速已经达到每小时265公里，成为五级飓风。8月19日清晨，完成眼墙置换周期的迪安强度只有小幅降低，并开始对牙买加产生影响。
8月19日晚，迪安在牙买加以南近海掠过，并在夜间开始再度增强，系统中有紧密的单层风眼形成，表明已经完成的眼壁更换周期不但没有削弱，反而强化了风暴。8月20日早上，风暴中再度出现同心风眼壁，但持续的时间很短。美国东南部上空的深层高压系统还在不断增强，迫使风暴向西北偏北方向移动，进入温度越来越高的水域并开始再度增强。这天，风眼墙变得更加层次分明，8月21日凌晨0点35分，迪安再度达到五级飓风强度。风暴以五级强度在位于墨西哥和伯利兹边界东北方向约65公里外，金塔纳罗奥州的科斯塔玛雅（Costa Maya）地区小镇玛哈瓦（Majahual）附近登陆，并在进入陆地上空后迅速减弱，到风暴穿过尤卡坦半岛时已经削弱到只有一级飓风强度。迪安在穿越墨西哥湾的过程中由于海面温度较高而再度加强，于8月22日下午16点30分在韦拉克鲁斯州东海岸小镇特科卢特拉（Tecolutla）附近实现第二次，也是最后一次登陆，登陆点位于图斯潘东南偏南方向约65公里，古蒂埃雷斯萨莫拉（Gutiérrez Zamora）东侧，然后在向西行进的过程中迅速减弱，在数小时内就失去了下层环流，并于次日接触到东马德雷山脉时失去中层环流。风暴残留经过该山脉，以一片广阔低气压区的形式进入东太平洋，最终围绕一个反气旋向西北方向以大致平行于墨西哥海岸线的路径移动进入美国西南部，于8月27日完全消散。

## 防灾措施
飓风迪安的行进路径基本上没有变数，完全符合气象部门的预期，因此途经的所有国家都获得异常充分的警告，拥有充足的时间准备应对风暴的冲击。风暴极大的强度和气象部门的提前警告促使中美洲和加勒比地区各国开设成百上千个避难所，数以千计的灾难恢复专家进入待命状态，数十万易受影响地区的居民及时撤离，还准备了数百万美元的紧急救援物资。

### 小安的列斯群岛
随着飓风迪安逼近小安的列斯群岛，当地气象部门发布热带气旋警告和观察预警，建议居民对风暴来袭做好准备。圣卢西亚、多米尼克、马提尼克、瓜德罗普岛及其附属地区收到飓风警告。萨巴和圣尤斯特歇斯收到飓风观察预警。巴巴多斯、安地卡岛、巴布达岛、圣基茨岛、尼维斯、圣马丁岛、圣文森特和格林纳丁斯、美属维尔京群岛和英属维尔京群岛都收到了热带风暴警告。荷属圣马丁、圣文森特岛、格林纳达及其附属地区，蒙塞拉特岛和安圭拉收到了热带风暴观察预警。
地方政府关闭多个机场，开设多处避难所，还安排应急服务人员进入待命状态。马提尼克政府取消对西加勒比海航空708号班机空难遇难者的纪念活动开始设立避难所。多明尼克安排游客疏散到混凝土掩体中，还把罗斯大学医学院的绝大多数外国医学生撤离该岛。多明尼克政府还取消紧急服务人员的休假，并疏散玛格丽特王妃医院，以防医院的屋顶被风暴破坏而给人员构成威胁。多明尼克的主机场和圣卢西亚的两个商用机场都在8月16日晚所有班机降落，迪安的外围雨带开始横扫该岛时关闭。
由于预料迪安会造成严重的破坏，多个应急响应团体开始筹集资金，安排人员进入待命状态。8月14日，加勒比灾害应急机构（Caribbean Disaster Emergency Response Agency，简称）启动地区响应机制，并联系小安的列斯群岛所有成员国的国家灾害协调人。8月15日，美国国际开发署赶在飓风前派出多个工作组赶赴巴巴多斯、多明尼克和圣基茨，对风暴可能影响的地方做出损害评估。东加勒比捐助小组于8月16日在联合国开发计划署巴巴多斯居民代表主席召集下召开会议，对各成员国将会需要的国际援助做出预期。

### 大安的列斯群岛

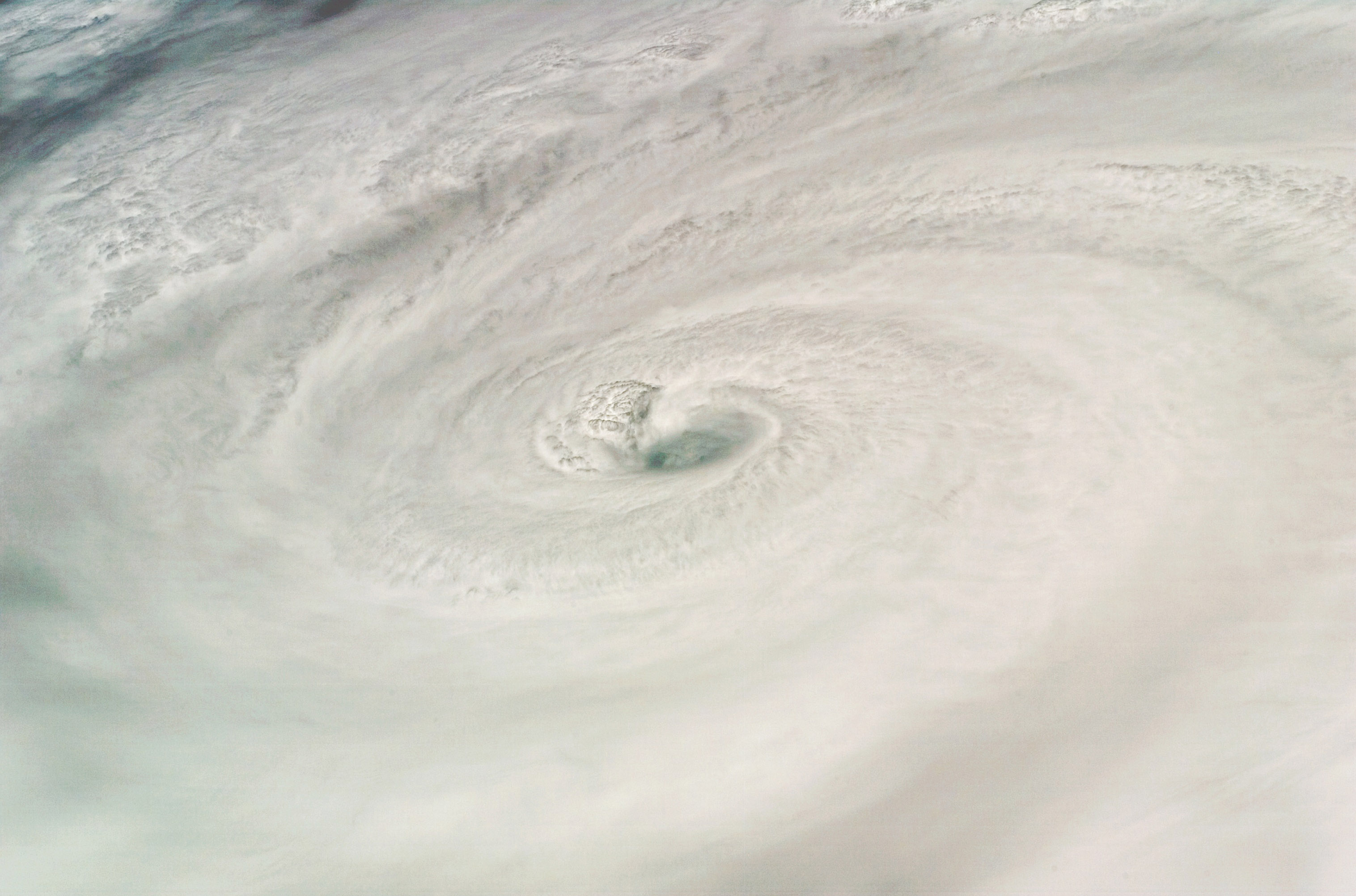
宇航员从国际空间站上拍摄到的飓风迪安照片，中间的风眼清晰可见

牙买加全国，海地从太子港一直到多明尼加共和国边界之间地区，以及多明尼加共和国从巴拉奥纳省到海地边界之间地区都收到飓风警告。伊斯帕尼奥拉岛其他地区以及古巴从卡马圭省到关塔那摩省之间地区都收到热带风暴警告。数十万居住在低洼和沿海地区的居民撤离，整个大安的列斯群岛都已启动灾难管理方案。
预计将首当其冲的牙买加做了极其广泛的准备工作。牙买加政府执行长期性的疏散方案，其中包括将该国的国家体育场改建成避难所，把两间最高设防监狱的囚犯转移到该处。岛上政党暂停为8月27日全国大选进行的竞选活动，以便居民做好应对风暴的准备。岛上部分地区实行宵禁，并召回关键岗位的离岗工作人员回到岗位继续工作。超过1000所学校和教堂改建成应急避难所，但风暴来临前只有47个有居民前来躲避。显然，该国的高犯罪率导致岛民担心背离家园后自己的财物会遭到洗劫。联合国儿童基金会准备了4个急救包和1000件储水容器，巴拿马航空公司也同意在可能的情况下安排航班将物资在8月22日运往牙买加。世界粮食计划署在附近的海地准备了存粮，计划在有需要的情况下将之运往牙买加。联合国灾害评估和协调小组试图前往牙买加，但只有一人成功到达，其他人乘坐的航班全部都予以取消。美国方面确认称只要有需要，该国愿意提供援助，西北加勒比捐助小组召开会议，决定需要采取哪些行动。

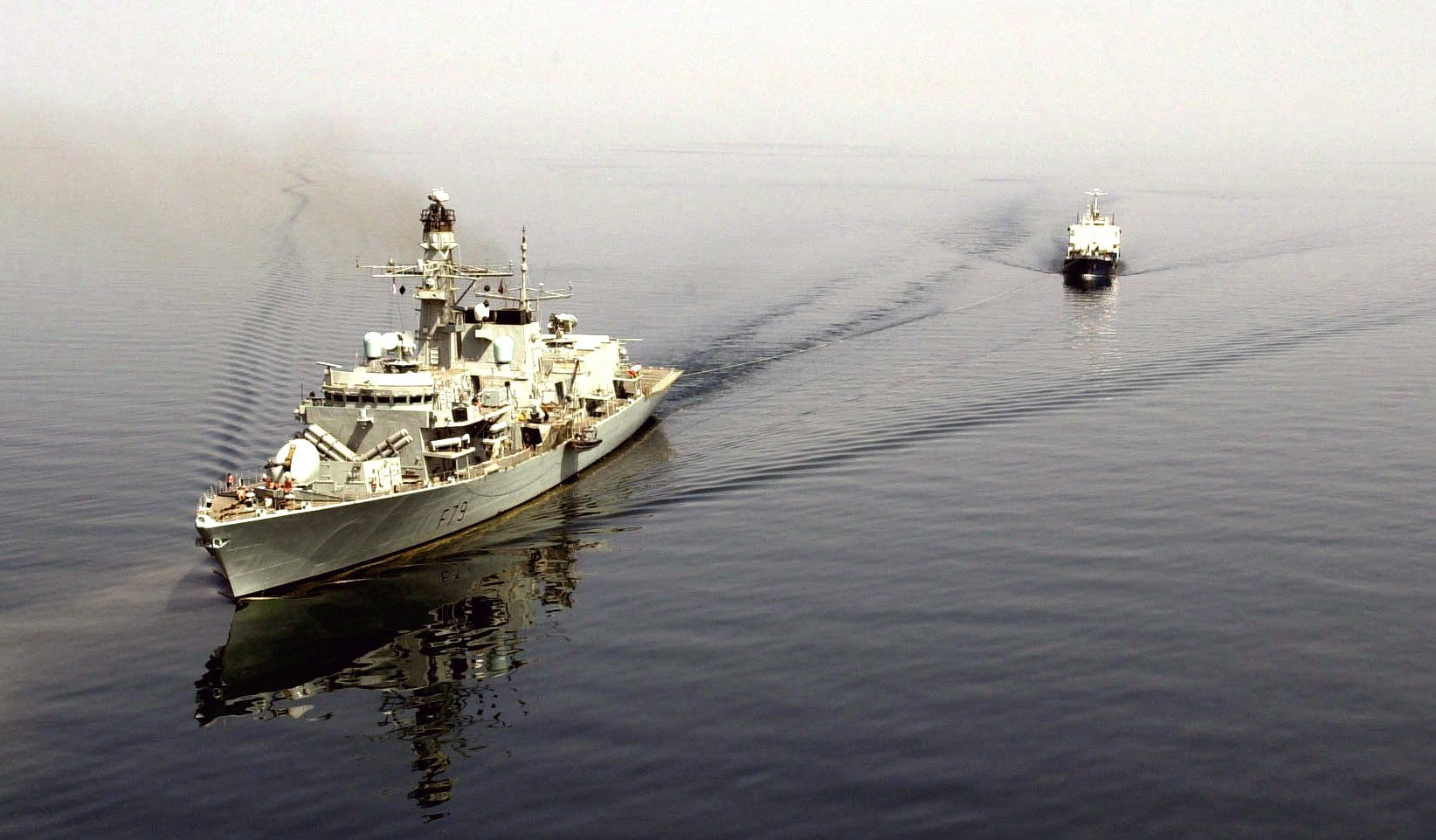
HMS“波特兰号”跟随飓风迪安经过加勒比地区，准备对需要的岛屿提供支援。

气象部门预测伊斯帕尼奥拉岛也将受到这场风暴的严重影响。世界展望会的工作人员向多明尼加共和国的南方各省提供食品、净水、药品和应急发电机，还向收到飓风警告的海地南方省份提供上述物品。多明尼加共和国的1580位以及海地的上千位生活在低洼地区的居民随着风暴的逼近而撤离。政府官员建议小型船只停在港口内躲避，海地的杜桑·卢维杜尔国际机场暂时关闭。
气象部门预测飓风迪安将在开曼群岛近海经过，所以预计该群岛将会受到惨重打击，小开曼的低洼地区因此强制疏散，同时也禁止游客上岛，还增开多架航班把已经来到岛上的游客撤离。大开曼和开曼布拉克的学校和市民中心改建成避难所，虽然已经强制撤离，但小开曼还是开设一处避难所以便仍然留在岛上的居民躲避。由于预计飓风将产生灾难性后果，英国皇家海军的“波特兰号”（HMS Portland）巡防舰和“御浪号”（RFA Wave Ruler）补给舰跟在风暴后方仅240公里外，以求在其吹袭开曼群岛后尽可能快地赶赴当地提供援助。
古巴和波多黎各预计受这场风暴的影响会小得多，因此所做的准备工作也较少。古巴民防部门撤离沿海省份的35万居民。哈瓦那政府在风暴来临前中止所有旅游项目。军人和应急官员准备将学校和其他政府大楼改建为临时避难所，但之后风暴的行进路径表明没有必要这么做。美国联邦紧急事务管理局派出一支由五位成员组成的小队在飓风来袭前到达波多黎各，他们配备卫星通讯系统，可以提供可视电话会议并协助对风暴造成的任何破坏做出实时性的评估。

### 墨西哥

飓风迪安位于尤卡坦半岛上空

由于对飓风迪安的行进路径预测准确，并且预告的提前时间也比较长，因此墨西哥政府可以做出充分的准备。8月17日，预计风暴将会登陆的金塔纳罗奥州宣布进入紧急状态，并于次日开始疏散游客和该州那些生活在最容易受到影响地区的居民。该州政府将学校和其他公共建筑设立为避难所，并准备应急物资。金塔纳罗奥州西北部相邻的尤卡坦州宣布进入绿色警戒状态。8月19日，尤卡坦半岛从切图马尔到圣费利佩（San Felipe）之间地区收到飓风观察预警，居民也开始进行最后时刻的准备工作。

### 伯利兹
伯利兹市以北的沿海地区收到飓风警告，预计风速将高达每小时240公里。政府在伯利兹市到墨西哥边境之间区域从黄昏到黎明时段实行宵禁。8月17日，伯利兹总理赛义德·穆萨（Said Musa）主持两轮伯利兹全国应急管理机构的会议，他指示新创立的海岸警卫队使用船只和飞机撤离热门旅游景点安伯格里斯岛和库尔刻岛（Caye Caulker）的游客。政府还疏散伯利兹市的三所医院，将高危患者转移到内陆的首都贝尔墨邦。市长也敦促居民尽快离开伯利兹市，前往首都的避难所中躲避。
联合国灾害评估和协调小组派遣两位成员前往伯利兹市，其他人则到达贝尔墨邦。橘园区和科罗萨尔区储存有政府物资供风暴过后的救灾使用。红十字会和泛美卫生局的关键设备储存在联合国儿童基金会位于伯利兹市的大楼内，该市的联合国大楼也改建成危机处理中心。

### 墨西哥湾

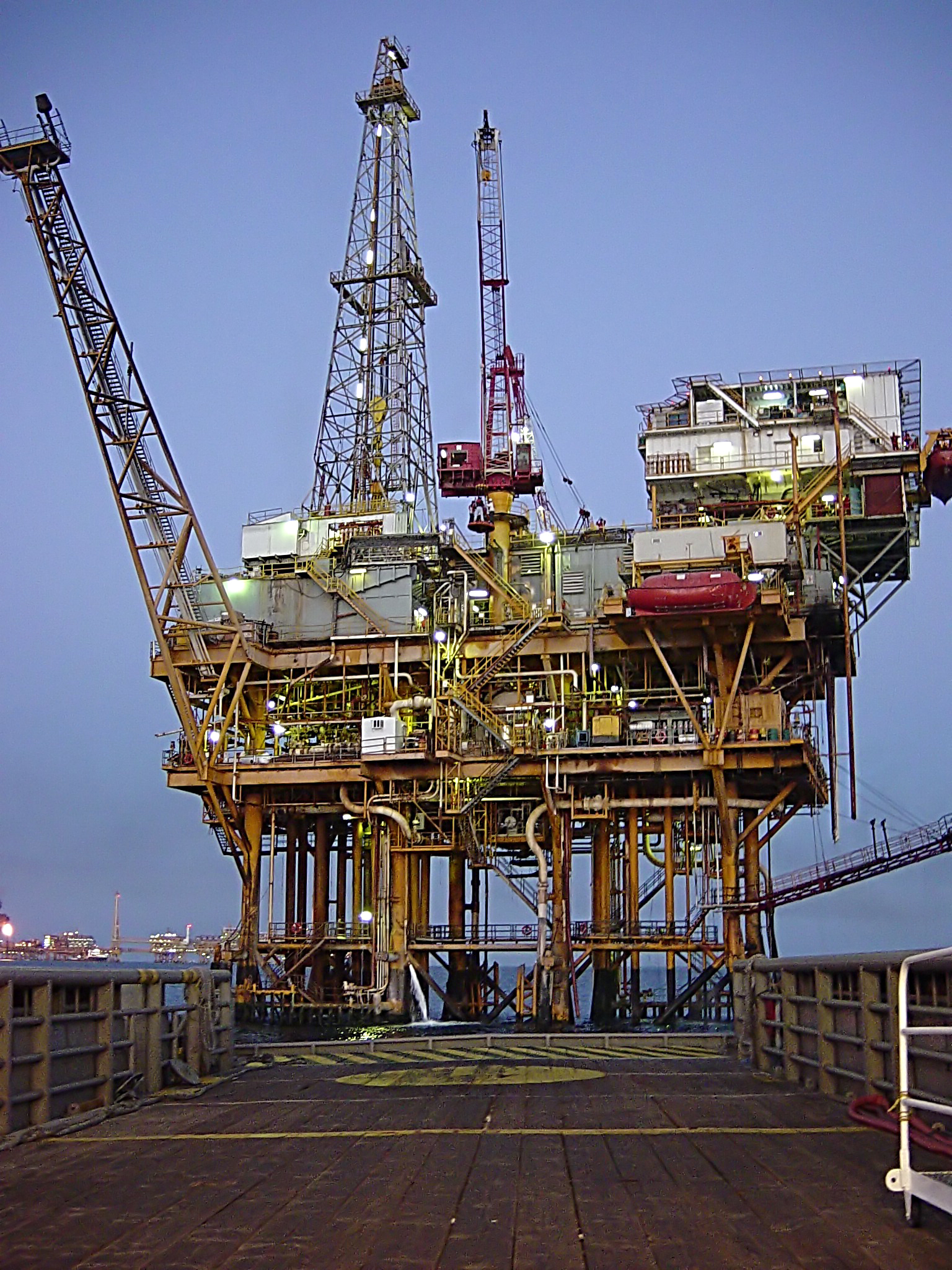
墨西哥湾上数百个类似上图的石油平台都因预计飓风迪安来袭而疏散。

市场分析认为飓风迪安如果像预期的那样进入加勒比海，那么会对炼油能力产生影响，这导致8月15日的石油期货出现飙升。瑞士越洋钻探公司于8月15日晚从新奥尔良东南方向260公里外海域的一个石油钻井平台上撤离11位非必需职工，但还有约125名人员留在平台上。次日荷兰皇家壳牌疏散275名辅助人员，然后又因热带风暴埃林撤离188人。
2007年8月18日，墨西哥湾多口油井关闭，其总产量可以达到每天1640立方米原油和31方立方米天然气，占整个海湾原油产量的0.8%。到当天下午16点30分，已经有两口钻井和一个平台上的人员撤离。
墨西哥国有的墨西哥石油公司于8月19日迪安来袭前做好停止原油开采的准备，动用55艘船只和29架直升机从超过140个石油平台上撤离13360位职工。随着风暴继续强化，墨西哥石油公司撤离的员工数量在8月20日增加到18000人，全部407口油井或钻井作业均予中止。这令世界原油和天然气产量每天分别减少42.1万立方米和7400万立方米。

### 其他地区
整个加勒比海约有十余艘游船改变航向以求避开飓风迪安。洪都拉斯进入48小时的警戒状态，特别是该国北部省份。海湾群岛省进入红色警戒状态，还准备多处应急场所，必要情况下可以容纳一万人。
美国路易斯安那州州长国土安全和应急准备办公室于8月16日启动危机行动小组，对风暴进行监控并协调准备工作。州长凯瑟琳·布兰科于8月17日傍晚宣布全州进入紧急状态，还要求美国总统作出紧急声明，允许该州在风暴登陆前获得联邦基金。德克萨斯州州长里克·佩里宣布迪安对该州构成迫在眉睫的威胁，因此早在风暴还至少要五天后才可能来袭的8月17日开始全面的飓风防备工作。德克萨斯州曾于6月到7日因热带降雨带北上产生的大量降雨导致严重的洪涝灾害，热带风暴埃林也令地面含水仍处于饱和状态。州长佩里担心迪安会带来更多的降水，导致再度出现山洪爆发，还安排250位德克萨斯州公园和野生动物部工作人员准备好船只待命，准备对可能需要的疏散工作提供协助。他派遣大量德州军队官兵建立应急避难所，并且有意派出上万人加入。德克萨斯州的燃料产业开始增加沿海各县的燃料储备，确保在飓风来袭下仍然会有足够的燃油分配。德克萨斯州交通部开始针对可能需要的撤离工作准备更多疏散车道和可变车道。美国国家航空航天局缩短STS-118的任务时间，以防迪安逼近位于休斯敦林顿·约翰逊太空中心的任务控制中心，为此，任务管理者将最后一次太空行走的时间缩短了两个小时，让机组可以比原计划提前一天返回地球。

## 影响
| 伯利兹                                                 | 0  | 0  | $9700萬 | [ 94 ]        |
| 多米尼克                                               | 2  | 2  | $1.62億 | [ 60 ] [ 95 ] |
| 多明尼加共和国                                         | 6  | 6  | $4000萬 | [ 96 ]        |
| 瓜德罗普                                               | 0  | 0  | $1.56億 | [ 36 ]        |
| 海地                                                   | 14 | 14 | 0       | [ 36 ]        |
| 牙买加                                                 | 3  | 3  | $3億    | [ 96 ]        |
| 马提尼克                                               | 3  | 0  | $4億    | [ 36 ]        |
| 墨西哥                                                 | 13 | 12 | $6億    | [ 36 ] [ 96 ] |
| 尼加拉瓜                                               | 1  | 1  | 0       | [ 97 ]        |
| 波多黎各                                               | 0  | 0  | $1.5萬  | [ 98 ]        |
| 圣卢西亚                                               | 1  | 1  | $640萬  | [ 36 ] [ 96 ] |
| 美属维尔京群岛                                         | 0  | 0  | $3.5萬  | [ 98 ]        |
| 合计：                                                 | 45 | 41 | $17.6億 |               |
| 由于使用多个不同来源，因此总数可能存在前后不符的地方。 |    |    |         |               |

一共有15个不同国家受到飓风迪安的影响，加勒比海区域有42人死亡。风暴首先于2007年8月17日冲击小安的列斯群岛，然后其外围在通过加勒比海期间又横扫大安的列斯群岛。风暴以四级飓风强度经过牙买加，再增强为五级飓风并于8月21日登陆墨西哥尤卡坦半岛。8月22日的第二次登陆产生的影响较小。

### 小安的列斯群岛
迪安于8月17日以二级飓风强度穿过圣卢西亚海峡进入加勒比地区，并快速从小安的列斯群岛的圣卢西亚和马提尼克岛之间经过，其雨带和产生的风暴潮对沿途的每一个岛屿都构成影响。马提尼克受到的破坏最为严重，总计经济损失估计达到4亿欧元，还间接导致三人死亡，附近的瓜德罗普岛也遭受4亿欧元的破坏。圣卢西亚受到的损失约有1.8亿美元，其中大部分是因巨浪导致。
马提尼克遭遇的持续风速有每小时120公里，阵风时速达到170公里。风暴产生高达332毫米的倾盆大雨导致岛上岛上到处都出现洪水，市镇里维耶尔皮洛特（Rivière-Pilote）完全被洪水淹没。马提尼克大部分居民家中停电、停水，缺少食物，电话线路也被中断，还有600位岛民无家可归。岛上所有的香蕉作物以及70%的甘蔗种植园都被风暴摧毁，该岛遭受的4亿欧元损失中大部分都来源于这两种农作物。
8月16日晚，距风暴到达圣卢西亚还有12小时，该岛部分居民家中已经开始出现停电情况。当晚岛上出现大雨和雷阵雨，黑瓦诺拉国际机场的降雨量有40毫米。到了早上，岛上的风速已有每小时145公里，达到飓风强度，许多树木被连根拔起，还刮倒多条电线杆，桥梁因此封闭，还引发山崩并破坏多户房屋的屋顶。圣卢西亚的首都卡斯特里被风暴潮淹没，街头可以看到渔船。岛屿中部小镇萨罗特（Sarrot）河水暴涨，有一人试图救回一头牛时被水卷走而丧生。飓风迪安破坏岛上两所医院的屋顶，不过幸运的是没有人员因此受伤。另外还有多幢建筑物受损，其中大部分位于该岛北部沿岸区域，这里受到的飓风吹袭最为猛烈。该国教育部长报告有11所学校共计遭受价值30万东加勒比元的破坏，全国范围内的住房和建筑物总计受到约80万东加勒比元的损失。通讯、工程、交通和公共事业部报告该国的主要基础设施仍然正常，没有出现长期瘫痪的情况。
圣卢西亚的农业地區遭受的打击最为沉重，多达20平方公里的香蕉农场受到严重破坏，许多种植园被水淹或是直接摧毁。全岛平均损失75%的庄稼，北部农场田地中损失的有80%，罗索谷（Roseau Valley）更达到85%。农业受损总额达到1320万东加勒比元，整个圣卢西亚因飓风迪安受到的损失也达到1730万东加勒比元，占该国国内生产总值的0.5%。

### 大安的列斯群岛

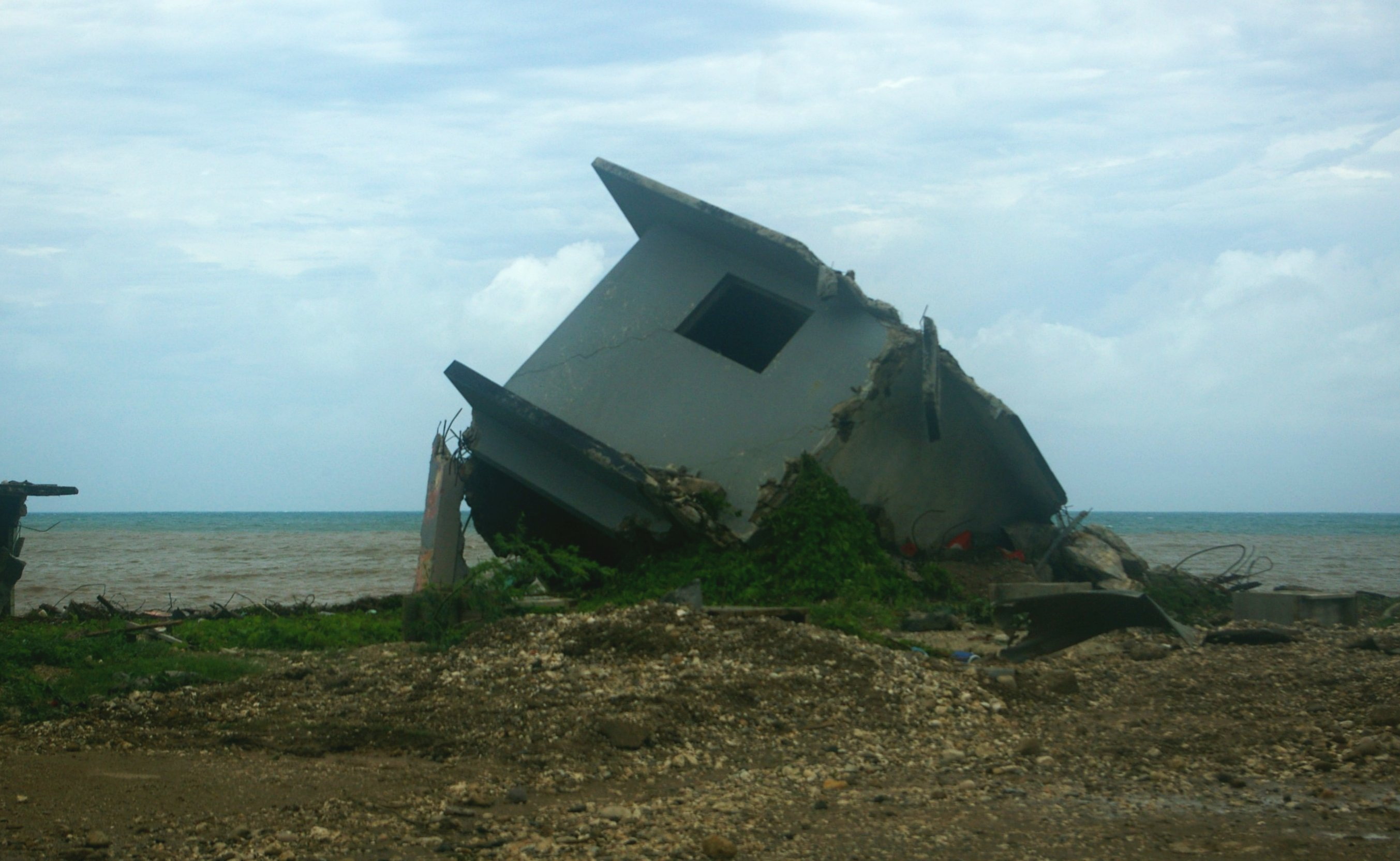
飓风迪安在京斯敦摧毁的一套房屋

风暴从大安的列斯群岛的大部分岛屿南部海域经过，不过其外部雨带穿过许多岛屿，给牙买加带去飓风强度狂风，波多黎各、古巴和开曼群岛大多得以幸免，考虑到飓风迪安经过的路线距牙买加南部海岸仅有80到95公里，并且强度达到四级，这样的结果实属幸运。牙买加东部因大雨导致山洪爆发，最东北部还出现了山体滑坡。经确认至少有两人直接因风暴遇难。超过1500套房屋的屋顶被毁，其中大部分是由飓风强度的狂风造成，还有3127套民宅受损，其中1582户已无法居住。山崩和倒塌的树木封死了数百条道路，尤其以东北部的乡村地区情况严重。与小安的列斯群岛类似，牙买加也遭受了沉重的农业损失。共计失去了40%的甘蔗作物，80%到100%的香蕉作物，75%已经成长到第三年的咖啡树，还有最外层可可作物的20%。飓风迪安影响到了248条道路，其中有186条堵塞，有十条位于京斯敦都会区，圣安德鲁区也有14条路段封死，圣凯瑟琳区有43条道路封堵，西部地区（圣詹姆斯区、汉诺威区、威斯特摩兰区和特里洛尼区）情况较好，一共只有8条路被封，而东北区域则有多达100条道路堵死。

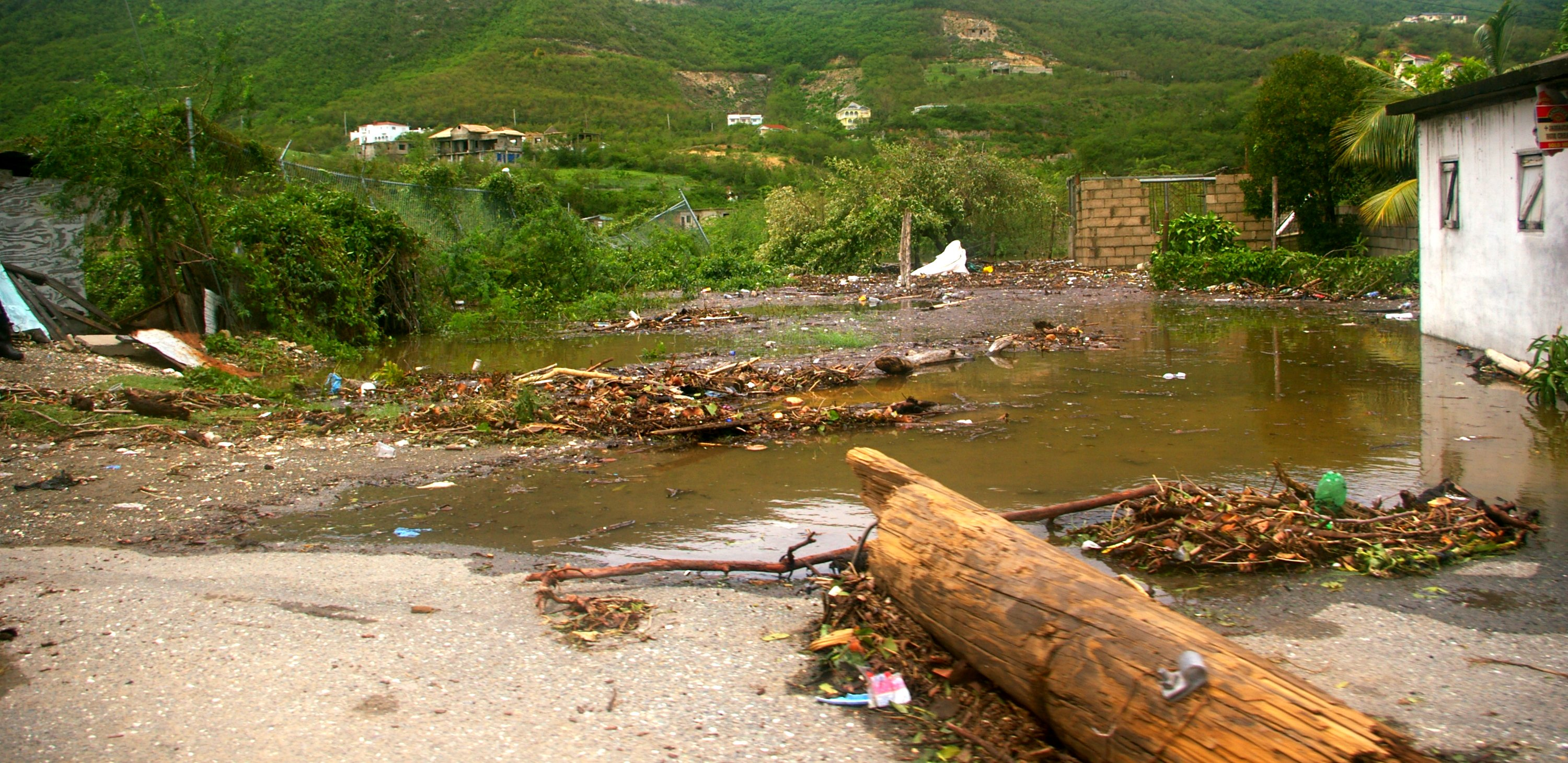
圣安德鲁区公牛湾受到严重破坏

迪安在伊斯帕尼奥拉岛以南约270公里外经过，该岛上的海地和多明尼加共和国因此避开了风暴的大部分风力。尽管如此，两国还是有15人丧生。暴雨淹没了圣多明哥的多条街道，海岸受到大浪的冲击。大雨还在海地造成山体滑坡，摧毁了成百上千的民房，迫使5154人住进临时避难所，贝内特（Bainet）都会区的供水系统也受到影响。
古巴、波多黎各和开曼群岛都经历大浪和暴雨，大开曼出现停电，但没有出现重大损失的报道，该岛有2000人于风暴来袭期间躲进临时避难所。飓风的外围雨带从8月19至21日掠过古巴，带去大雨和巨浪，但该国幸运地避过破坏性的狂风。波多黎各有多条道路因迪安产生的降水而被淹，该岛沿岸也出现大浪，但没有出现人员伤亡的报道。

### 墨西哥

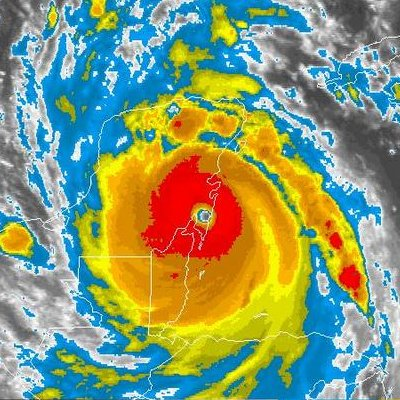
迪安以五级飓风强度登陆墨西哥

迪安于2007年8月21日以五级飓风强度在金塔纳罗奥州的科斯塔玛雅地区小镇玛哈瓦附近登陆，之前其强度一直在增加。报告表明阵风时速高达320公里，不过该州旅游城市坎昆和科苏梅尔都避开风暴最具破坏性的部分，然而，登陆点以南65公里的州首府切图马尔狂风肆虐，还爆发严重的洪灾。拥有200人口的玛哈瓦镇完全被风暴摧毁。数百幢建筑物因风暴潮和强风而严重受损或彻底被毁，连钢梁都被折弯。狂浪冲掉了科斯塔玛雅混凝土邮轮港口的一部分，这里在之后近一年的时间里都无法向游船开放。幸运的是，由于政府准备充足，气象部门预报及时而准确，这场风暴初次登陆时虽然力道巨大，但却没有造成任何人员丧生。
8月22日，迪安在韦拉克鲁斯州东海岸小镇特科卢特拉附近实现二次登陆，伊达尔戈州有两条山上的河流泛滥，当地向西直到太平洋海岸之间地区都出现降水。韦拉克鲁斯州州长菲德尔·埃雷拉（Fidel Herrera）称该州遭受“数额极大的损失”，不过石油生产没有受到严重影响并且很快就恢复正常。
| 排名   | 飓风     | 季节 | 登陆气压         |
| ------ | -------- | ---- | ---------------- |
| 1      | “劳动节” | 1935 | 892 毫巴（百帕） |
| 2      | 吉伯特   | 1988 | 900毫巴（百帕）  |
| 3      | 迪安     | 2007 | 905毫巴（百帕）  |
| 来源： |          |      |                  |

哈利斯科州和纳亚里特州的降雨量在100到200毫米之间，哈利斯科因此爆发泥石流，有十套房屋受到影响，其中的一位住户因此遇难。普埃布拉州有五人因山崩丧生，还有一位居民因家中的围墙倒塌而被压死。韦拉克鲁斯州有一人在修补屋顶时因接触到电线导致触电身亡，米却肯州有一人在树下被风暴外围雨带产生的闪电击中而死，伊达尔戈州还有两人因屋顶塌落遇难。整个墨西哥共有12人因飓风迪安丧生，但其中没有任何一位是在其首次在尤卡坦半岛登陆的高强度时期遇难。两次登陆造成的损失中农业占绝大部分，共计达到1.6亿美元。
| 最强烈的大西洋飓风     | 最强烈的大西洋飓风 | 最强烈的大西洋飓风 | 最强烈的大西洋飓风 | 最强烈的大西洋飓风 |
| 排名                   | 飓风               | 飓风季             | 气压               | 气压               |
| 排名                   | 飓风               | 飓风季             | 百帕               | 英寸汞柱           |
| ---------------------- | ------------------ | ------------------ | ------------------ | ------------------ |
| 1                      | 威尔玛             | 2005               | 882                | 26.05              |
| 2                      | 吉爾伯特           | 1988               | 888                | 26.23              |
| 3                      | “劳动节”           | 1935               | 892                | 26.34              |
| 4                      | 丽塔               | 2005               | 895                | 26.43              |
| 5                      | 米尔顿             | 2024               | 897                | 26.50              |
| 6                      | 艾倫               | 1980               | 899                | 26.55              |
| 7                      | 卡米尔             | 1969               | 900                | 26.58              |
| 8                      | 卡特里娜           | 2005               | 902                | 26.64              |
| 9                      | 米奇               | 1998               | 905                | 26.73              |
| 9                      | 迪安               | 2007               | 905                | 26.73              |
| 来源：大西洋飓风数据库 |                    |                    |                    |                    |

### 伯利兹
伯利兹北部边境的科罗萨尔镇是该国受影响最严重的地区，到处都是倒塌的树木，还有报道称发生轻度洪灾。有八千人进入避难所躲避，不过他们都在不到两天内相继返回家园。伯利兹卫生部报道全国没有出现人员丧生，只有为数不多的几人出现轻伤。
伯利兹的农业受到严重损失，甘蔗田和木瓜作物受到大面积破坏。伯利兹政府的国家应急管理机构估计迪安给该国的木瓜产业造成3000万贝里斯元的损失，失去的24平方公里甘蔗也导致制糖业遭受360万贝里斯元的损失。伯利兹制糖工业公司报告该国的糖料作物数量和品质都是有纪录以来最差的一次，一共只生产44.5万公斤低于标准的甘蔗，而之前一年则生产有54.5万公斤的高质量甘蔗。木瓜和甘蔗种植园遭受的破坏还致使上千人失业。政府试图通过向受到迪安影响的农民提供化肥来提高2008年糖类作物的收成，弥补这场风暴造成的损失。该国总理赛义德·穆萨估计飓风迪安一共给该国造成了1000万美元的损失。

### 其他地区
尼加拉瓜的卡克拉河河口有一艘船在强风和大浪中沉没，船上一位年仅四岁的小女孩因此遇难，除此以外该国没有受到什么影响。
虽然飓风本身从未接近过美国本土，但佛罗里达州的多个海滩还是报告出现大浪和回旋流。迪安给西耶斯塔岛带去的乱流导致一人淹死，另外还有35人得到救援后脱险。大浪还导致阿拉巴马州的多芬岛出现轻度洪灾，并造成约10万美元的损失。迪恩的残留在太平洋徘徊数日后于8月26日早上从加利福尼亚州的圣巴巴拉进入内地，带去强烈的雷暴，还在南加州沿海地区引发局部洪灾。残留部分于8月27日晨穿过莫哈韦沙漠，拉斯维加斯的日降雨量达到15毫米，创下新的纪录，也由此引发了山洪爆发和轻度破坏。

## 善后

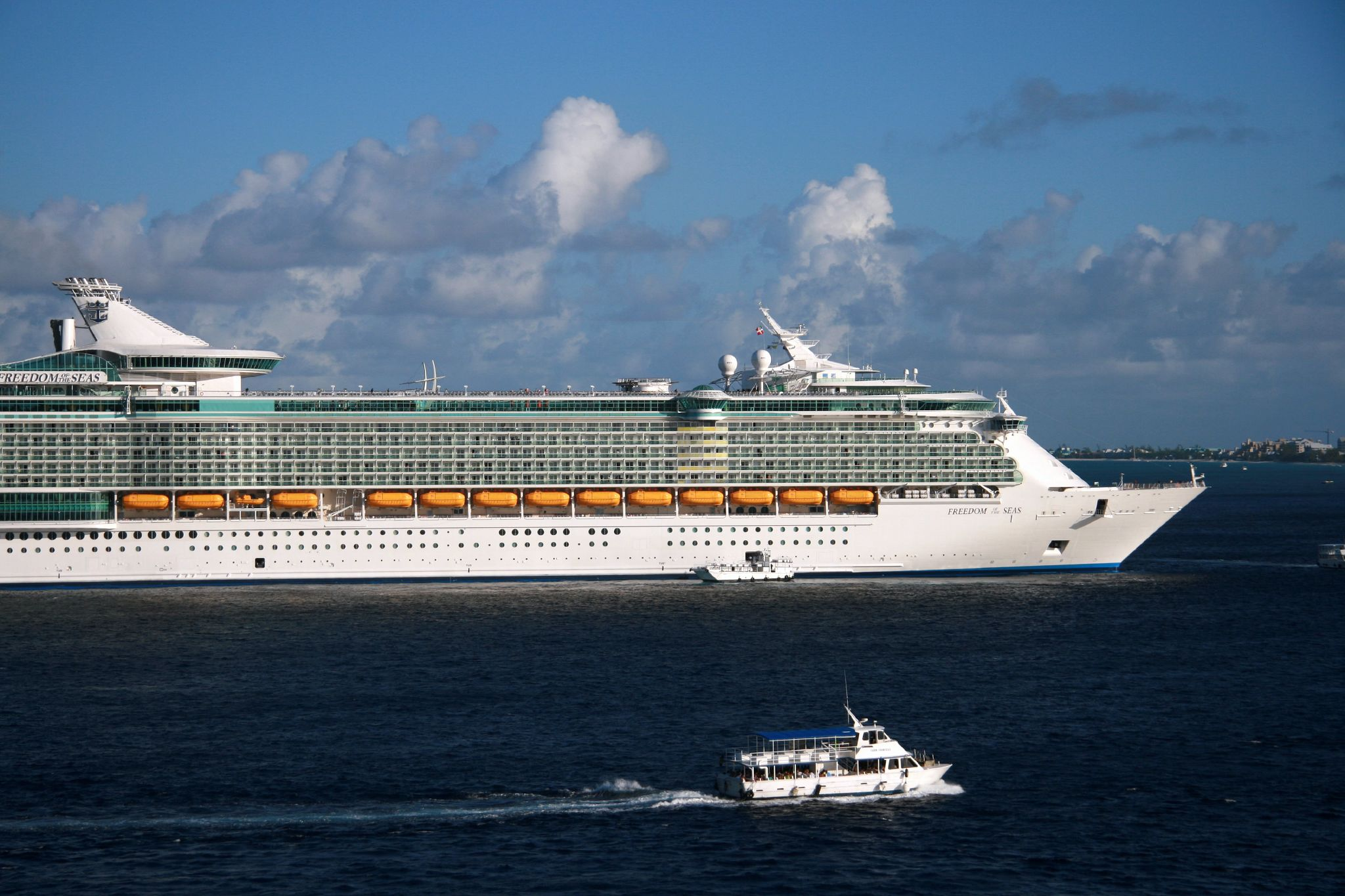
这艘皇家加勒比国际游轮的“海洋自由号”是飓风迪安过去后第一艘造访牙买加的游船，于8月22日停靠在奥乔里奥斯。

虽然迪安引起可观的破坏，但并没有对基础设施造成严重影响，大部分受影响的国家除农业领域外都迅速得以恢复。大部分邮轮公司都将船只改道远离加勒比西部，避开飓风的路线，但到了8月27日，除因受损而停靠在伯利兹和尤卡坦半岛的以外，其他所有游船都恢复原有航线。小安的列斯群岛和大安的列斯群岛的港口在数天内就恢复开放，所以邮轮服务也恢复得特别快。

### 小安的列斯群岛
虽然迪安的北侧风眼墙经过马提尼克时，风暴的强度只达到二级飓风标准，但其产生的狂风和大面积洪灾仍然摧毁岛上70%的甘蔗作物和所有的香蕉作物，总计价值达4亿欧元，占该国年度国内生产总值的10%。不过该国的旅游业情况要好得多，只有少数几间酒店报告遭受轻度破坏，机场于飓风过去次日就恢复开放。除了在环境上仍不如以前外，岛上所有的酒店到8月底时都已全面恢复运营。
法国海外部部长克里斯蒂安·艾斯特罗兹（Christian Estrozy）和总理弗朗索瓦·菲永前往法属加勒比岛屿评估风暴的破坏。他们估计风暴导致600人流离失所。他们简短的来访促使包括爱德华·格里桑特（Edouard Glissant）、帕特里克·查莫休（Patrick Chamoiseau）和拉斐尔·康菲恩特（Raphael Confiant）在内的多位马提尼克作家联名撰写公开信，表达各自对法国政坛以及如何处理飓风迪安善后事宜的关切。
弗朗索瓦·菲永接下来带领一队来自法国内政部的专家前往瓜德罗普岛，评估破坏的程度和数额。当地政府向他们报告瓜德罗普75%的香蕉种植园被彻底摧毁，价值达到1亿欧元。海外部部长克里斯蒂安·艾斯特罗兹承诺，所有的问题都会在三个月内解决，但实际上香蕉的种植要一直到超过6个月后才重新启动，再又过了几个月才恢复失去的产能。除农业损失外，该岛只遭受轻微的风害和洪灾，这些都很快就得以修复。

### 牙买加

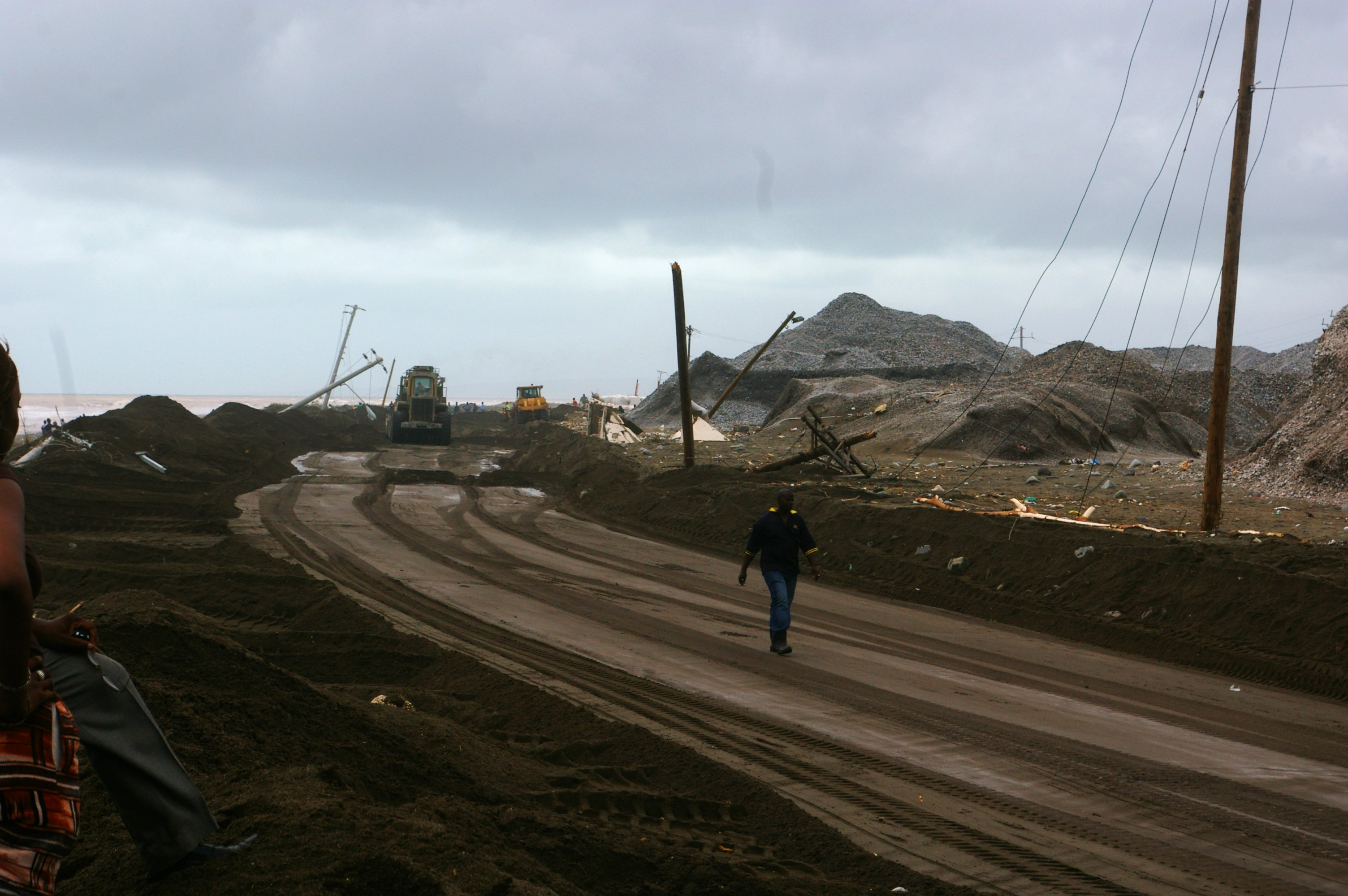
通往牙买加金斯敦诺曼·曼利国际机场的道路在飓风迪安过后被沙子掩埋，需要动用重型机械来清除。

8月24日，牙买加总理波蒂亚·辛普森-米勒宣布政府将提供2.25亿牙买加元对该国农业产业提供紧急援助。这次援助主要是针对该国受灾最严重的教区。她还宣布向紧急住房维修提供5亿牙买加元的补助和低息贷款，还向屋顶需要修补的居民提供油布供其暂时度过难关，且不收取任何费用。
世界粮食计划署立即开始向5500名牙买加人提供补充性的粮食援助，每天的口粮为1900千焦（450千卡）能量的高能量饼干，并持续发放两个星期。在三天的时间里，美国国际开发署预先准备好的价值39.8万美元紧急求援物资就送到岛上。大部分床垫，毛毯，塑料布，卫生用品和水容器都由空运送来。美洲开发银行提供20万美元赠款支援救灾工作，正在处理圣风圣帕救灾工作的中华人民共和国红十字会也向牙买加送去3万美元用于购买紧急救灾物资。
飓风袭击该岛四个月后，世界银行董事会于2007年12月批准1000万美元的紧急贷款。世界银行加勒比董事和牙买加财政部长通过谈判达成为期17年的还款方案，并将资金汇入牙买加飓风迪安紧急恢复项目。负责落实这一项目的牙买加社会投资基金会使用这笔资金“重建和支持受这场飓风影响的学校、医疗中心、社区和田间道路”。飓风迪安紧急恢复项目最终在2008年6月拉开帷幕，其中农村公路维修合同数额达到3700万牙买加元。
2008年夏末，牙买加的香蕉产量已经恢复到迪安来袭前的水平。在欧盟香蕉支援计划署提供的11亿牙买加元帮助下，数千英亩土地得以再植。香蕉片是该国在夏季开始时第一个准备出口的产品，之后不久就开始新鲜香蕉的生产。

### 墨西哥

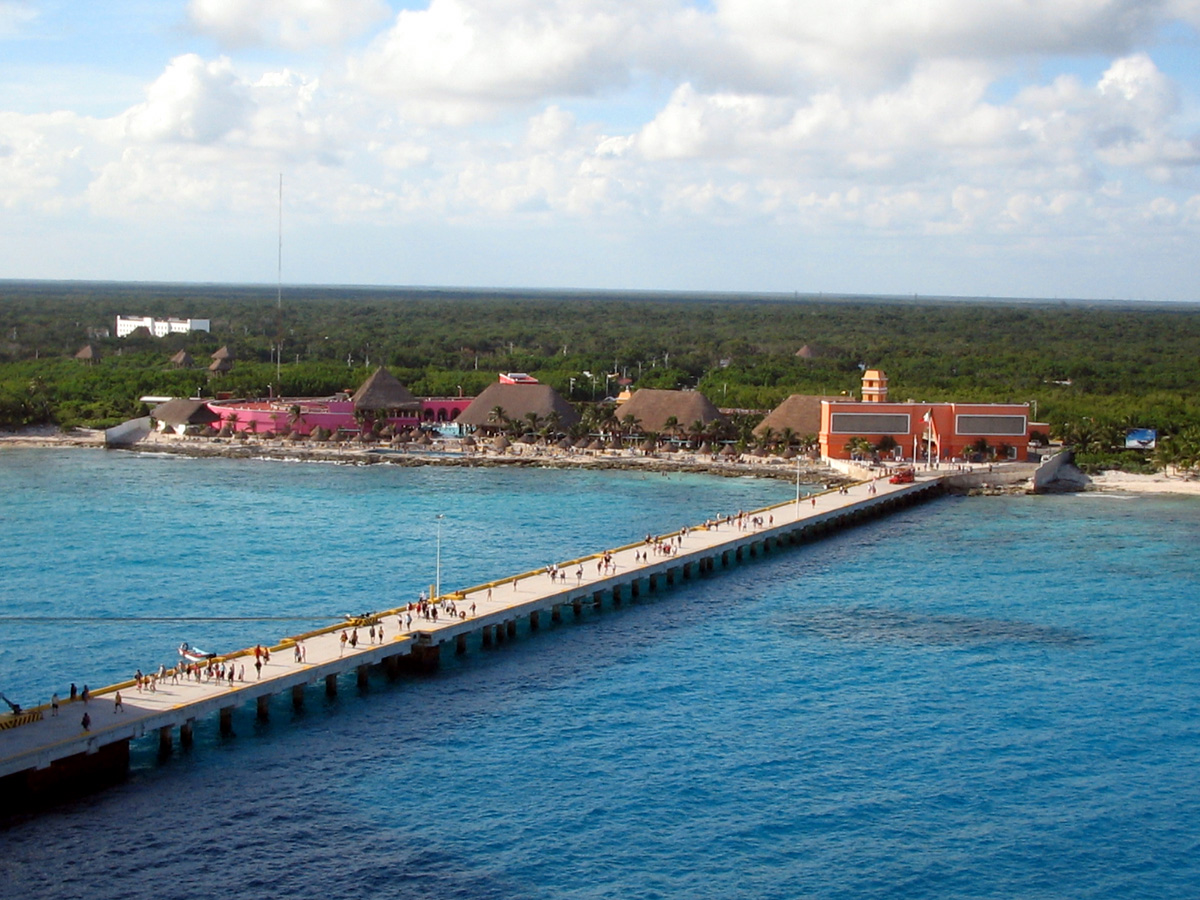
墨西哥科斯塔玛雅地区如图所示的码头及度假村曾被飓风迪安摧毁，但次年就完成重建工作。

虽然迪安在墨西哥登陆的地区相对来说人烟稀少，并且对其路径的准确预报也给予充分的警告，但这场风暴还是造成非常严重的破坏。距登陆点最近的玛哈瓦镇经受飓风最强风力的摧残，有数百幢建筑物被毁。金塔纳罗奥州州长费利克斯·冈萨雷斯·坎托（Félix González Canto）表示，虽然州首府切图马尔的清理工作在三个星期内就已完成，但全州的更多农村道路花超过六个月时间才全部修复。州政府也因无法处理好飓风的善后工作而向联邦政府申请援助。他们一起设立一个住房修复基金，向超过37000位居民的住房重建提供援助。
科斯塔玛雅的邮轮洪口受到严重破坏，导致嘉年华邮轮和皇家加勒比国际游轮这两家全世界最大的游轮公司改变航线，直到2009年才开始恢复在此停靠。墨西哥政府迅速拨款重建被摧毁的混凝土码头，2008年6月，经过重建的码头可以容纳的船型已经比之前更大。
包括联合国人员在内的大部分观察人士起初称赞墨西哥联邦政府面对这场风暴做出迅速而充分的准备，因此造成的死亡人数很少。然而风暴过后，对于援助的分配却出现多项有关政治动机的指控。费利佩·卡尔德龙领导的墨西哥国家行动党成员分发的袋装面包上标有该党的标识，但这些面包却是由国家的救灾库房资助的。韦拉克鲁斯州州长菲德尔·埃雷拉受到墨西哥国家行动党和自己所在的革命制度党指控，指责他动用包括救灾资金在内的州内资源资助革命制度党候选人的竞选。

### 退役
飓风迪安是15年来第一个以五级强度登陆的风暴，由于造成大范围的破坏，世界气象组织于2008年5月13日在奥兰多举行的年度会议上将其名称迪安退役，之后都不会再在大西洋风暴命名中使用。用来代替的新名称是多利安（Dorian），这个名称于2013年大西洋飓风季中首度使用。